# Eustiromastix vincenti
Eustiromastix vincenti är en spindelart som först beskrevs av George William Peckham och Elizabeth Maria Gifford Peckham 1893.  Eustiromastix vincenti ingår i släktet Eustiromastix och familjen hoppspindlar. Inga underarter finns listade i Catalogue of Life.